# Маргарита, герцогиня Сория и Эрнани
Её Королевское Высочество донья Маргарита Мария де ла Виктория Эсперанса Хакоба Фелисидад Перпетуа де Тодос лос Сантос де Бурбон и Бурбон-Сицилийская, инфанта Испании, герцогиня Сория, герцогиня Эрнани (исп. Su Alteza Real Doña Margarita María de la Victoria Esperanza Jacoba Felicidad Perpetua de Todos los Santos de Borbón y Borbón-Dos Sicilias, Infanta de España, Duquesa de Soria, Duquesa de Hernani; род. 6 марта 1939 года, Рим, Италия) — сестра короля Испании Хуана Карлоса I, испанский общественный деятель.

## Биография
Родилась в семье Его Королевского Высочества Инфанта Хуана де Бурбона, графа Барселонского (1913—1993) и принцессы Марии де лас Мерседес Бурбон-Сицилийской (1910—2000). Внучка Короля Испании Альфонса XIII, сестра отрёкшегося испанского монарха, короля Хуана-Карлоса I и инфанты доньи Пилар.
Инфанта Маргарита является незрячей с рождения. Имеет большие способности к иностранным языкам и музыке.

## Общественная деятельность
В 1989 году, вместе с мужем, основала Культурный фонд герцогов Сориа. Вместе с супругом, возглавляют Попечительский совет фонда в качестве почётных президентов.
Является Почётным президентом Мадридской делегации в ЮНИСЕФ и Испанского фонда сердца и Испанской ассоциации гемофилии.

## Семья
12 октября 1972 года сочеталась браком с доктором медицины Карлосом Эмилио Хуаном Сурита-и-Дельгадо (р. 1943).
У супругов двое детей:
1. Его Превосходительство дон Альфонсо Хуан Карлос Сурита-и-де Бурбон, гранд Испании (род. 9 августа 1973 года).
2. Её Превосходительство донья Мария София Эмилия Кармен Сурита-и-де Бурбон, гранд Испании (род. 16 сентября 1975 года).

## Титулы

Герб инфанты Маргариты

- С 26 июля 1947 года по 6 января 1979 года — Её Королевское Высочество Инфанта донья Маргарита Испанская (исп. Su Alteza Real la Infanta Doña Margarita de España)
- С 6 января 1979 года по 23 июня 1981 года — Её Королевское Высочество Инфанта донья Маргарита, герцогиня Эрнани (исп. Su Alteza Real la Infanta Doña Margarita, Duquesa de Hernani)
- Титул 2-й герцогини Эрнани получила после смерти своего кузена, Манфреда де Бурбона, первого герцога Эрнани. Титул является наследственным, и будет передан старшему сыну герцогини.
- C 23 июня 1981 года — Её Королевское Высочество Инфанта донья Маргарита, герцогиня Сория, герцогиня Эрнани (исп. Su Alteza Real la Infanta Doña Margarita, Duquesa de Soria, Duquesa de Hernani)
- Титул герцогов Сория получен как пожизненный титул супругов.
- Полный официальный титул Инфанты доньи Маргариты: Её Королевское Высочество донья Маргарита Мария де ла Виктория Эсперанса Хакоба Фелисидад Перпетуя де Тодос лос Сантос, инфанта Испании, герцогиня Сория, герцогиня Эрнани (исп. Su Alteza Real Doña Margarita María de la Victoria Esperanza Jacoba Felicidad Perpetua de Todos los Santos, Infanta de España, Duquesa de Soria, Duquesa de Hernani).

## Награды
- Дама Большого креста ордена Карлоса III
- Дама Большого креста гражданского ордена Альфонса X Мудрого (25 апреля 2003 года)[3]
- Дама ордена Королевы Марии Луизы (1192 награждение) (6 марта 1957 года)[4]
- Дама Большого креста орден Инфанта Генриха Мореплавателя (13 октября 1988 года, Португалия)[5]

## Почётные учёные степени
- Почётный доктор Университета Мигеля Эрнандеса (2003 год)[6]